# Линвай
Линва́й (Лумвай, Нилвай; рос. Лынвай) — присілок в Якшур-Бодьїнському районі Удмуртії, Росія.
Населення — 50 осіб (2010; 94 в 2002).
Національний склад (2002):
- удмурти — 78 %

## Урбаноніми[4]
- вулиці — Зарічна, Колтома, Лісова, Радянська

## Відомі люди
В присілку 1924 року народився Муравйов Василь Іванович, який 1958 року отримав звання Герой Соціалістичної Праці.